# Vast-1
Vast-1 — первый полет американского космического корабля Crew Dragon к орбитальной станции Haven-1. Запуск запланирован на третий квартал 2025. Корабль доставит четырех членов экипажа на станцию, где они проведут 30 дней до возвращения на землю.

## Экипаж
Места в миссии продаются организациям и частным лицам по неизвестной цене.
| Астронавт     | Должность         | № полёта |
| ------------- | ----------------- | -------- |
| Не определено | Командир          | —        |
| Не определено | Пилот             | —        |
| Не определено | Специалист миссии | —        |
| Не определено | Специалист миссии | —        |

## Задачи
Планируется, что корабль Dragon 2, будет участвовать в жизнеобеспечении станции. Во время миссии также планируется создание искусственной гравитации.